# Île de Caraquet
Pour les articles homonymes, voir Caraquet (homonymie).
L'île de Caraquet est une île inhabitée d'environ deux kilomètres de long située dans la Baie des Chaleurs, au Nouveau-Brunswick. Il y a un phare. L'Île fait partie de la paroisse de Caraquet.

## Géographie

### Situation
L'île de Caraquet est située dans le comté de Gloucester, plus précisément dans le territoire de la paroisse de Caraquet. Elle constitue la ligne de démarcation entre la baie de Caraquet, au sud, et la baie des Chaleurs, au nord.
L'île a la forme d'un croissant orienté est-ouest. La partie principale mesure environ 2,5 kilomètres de long par 0,7 km de large. Deux dunes mesurant chacune environ un km de long s'étendent vers le sud-est à partir de chacune des extrémités de l'île ; la dune à l'Est s'appelle la pointe au Sable, celle à l'Ouest est le banc de l'île. Les roches du Cheval Blanc, un haut-fond, s'étendent à partir de l'est de l'île sur une distance de trois kilomètres en direction de l'île de Pokesudie. Le chenal de Caraquet, d'une largeur de 2,5 km, passe entre le haut-fond et le continent et constitue le principal accès au port de Caraquet. Un deuxième chenal, utilisé surtout par les plaisanciers et les petits bateaux de pêche, se trouve à l'Ouest de l'île.

### Géologie
Le relief est plat et le point culminant de l'île atteint 7,6 mètres au-dessus du niveau de la mer. Il y a un seul substrat rocheux affleuré de 4 à 6 mètres de haut, au Nord-Ouest de l'île. Le sol est composé de sable limoneux, profond du côté de Caraquet et moins épais mais comprenant plus de roches du côté Nord-Ouest. Sur la plage, le sable est gris-brun sur la rive Sud et gris pâle sur les dunes et une partie de la rive Nord. Il y a toutefois une étroite plage de fin sable blanc, appelée la Petite Échouerie, au nord de l'île. Il est fréquent de trouver du bois flotté ou des déchets sur les dunes mais les galets sont plus nombreux sur le banc de l'île. L'érosion est importante, sauf à la jonction entre les dunes et l'île. Du côté nord, le sable est poussé à l'intérieur des terres et recouvre une partie de la végétation. L'accumulation de la tourbe érodée du continent remplace toutefois l'érosion au Nord-Est de l'île.
L'île repose sur des roches sédimentaires de la formation de Clifton, constituées de grès, de conglomérats et d'argile schisteuse du carbonifère. Cette formation se retrouve de la vallée de la rivière Népisiguit à Miscou. Il n'y a aucune source d'eau naturelle.

### Faune et flore
Des gens de la région pêchent des coques sur le rivage.

L'île est visible sur cette carte de Bas-Caraquet.
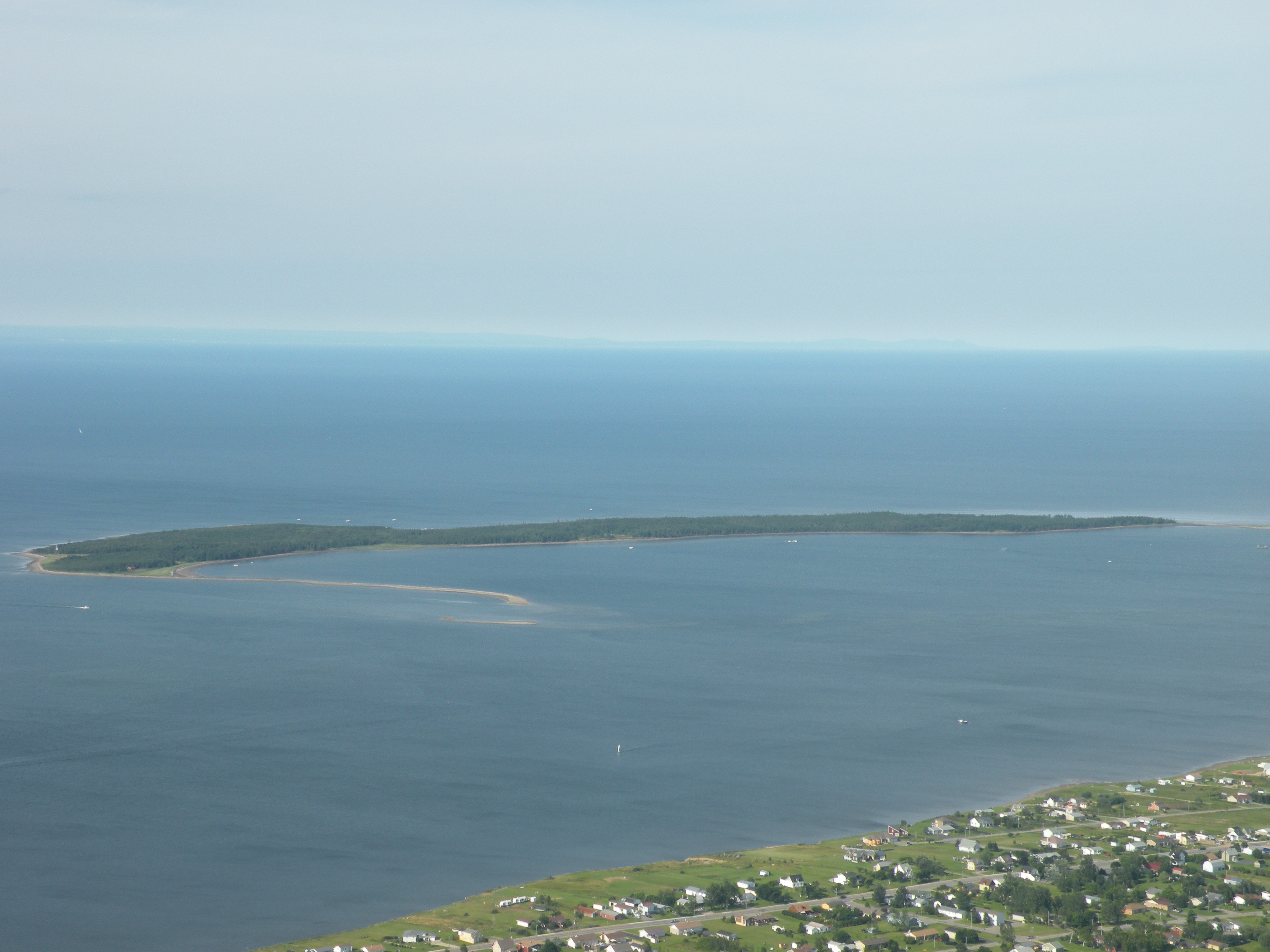
L'île de Caraquet vue des airs.
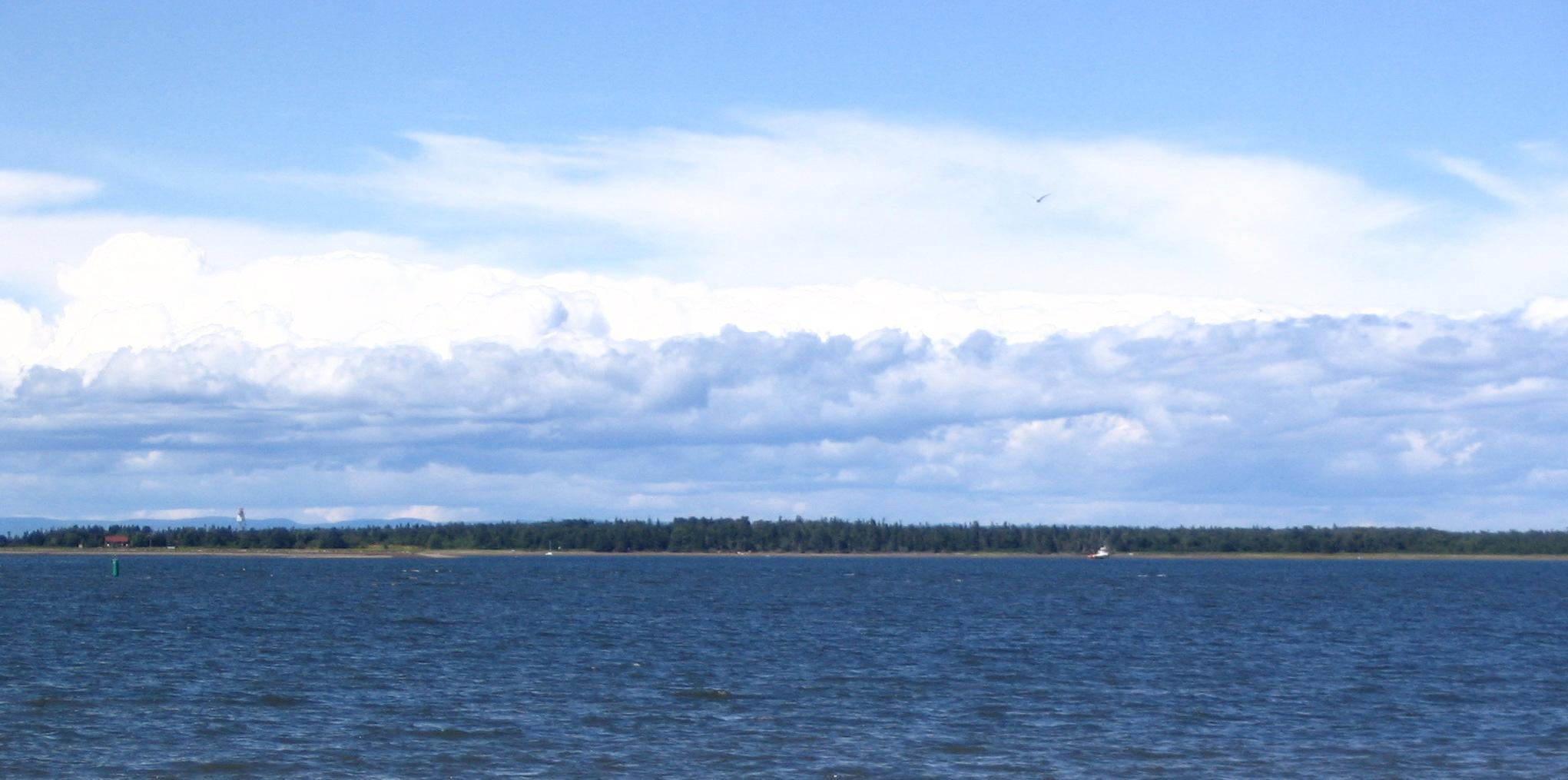
L'île de Caraquet vue du village de Bas-Caraquet.
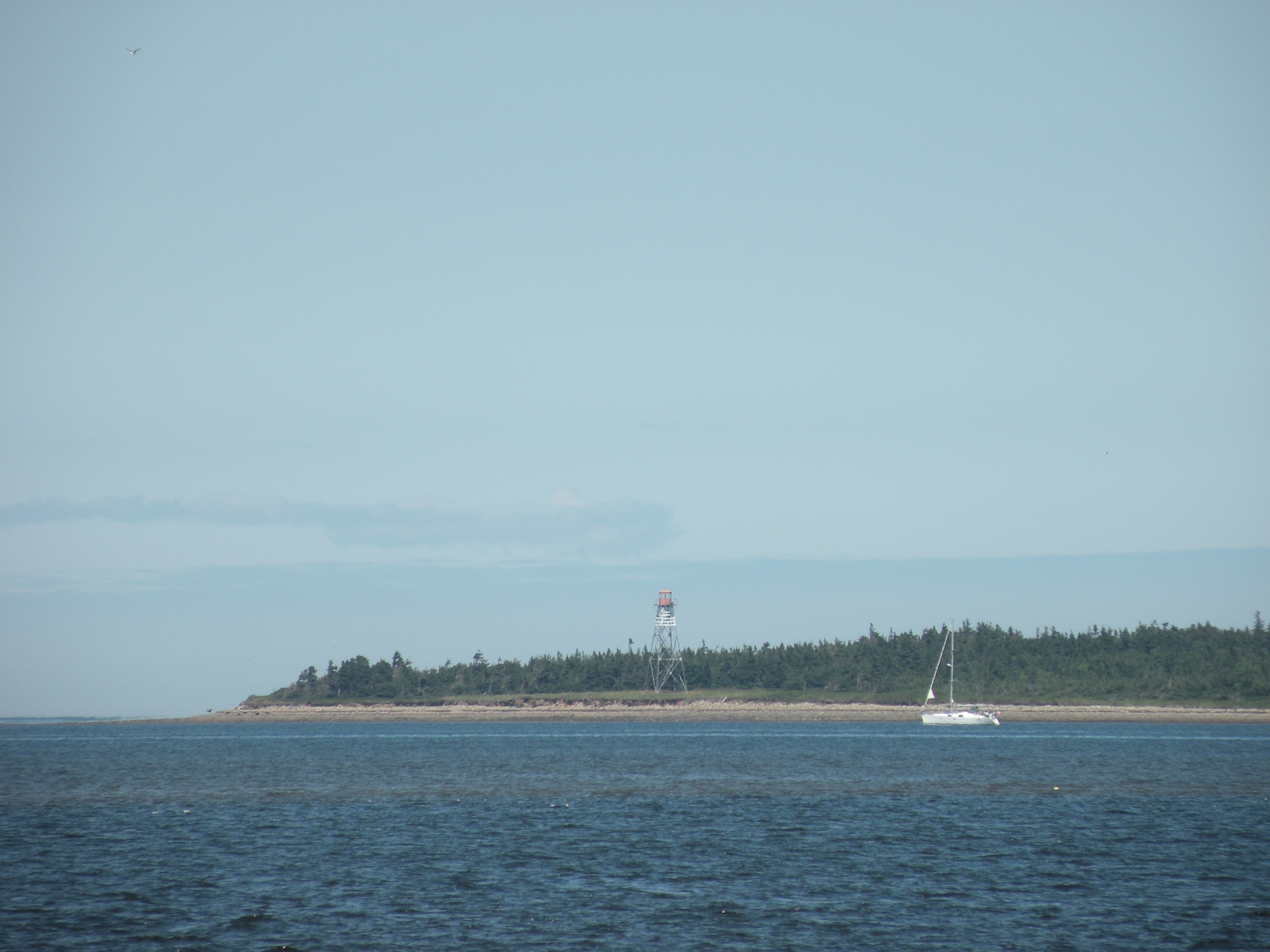
Un voilier devant le phare.